# Джузеппе Матерацці
Джузеппе Матерацці (італ. Giuseppe Materazzi, нар. 5 січня 1946, Арбореа, Італія) — італійський футболіст, що грав на позиції півзахисника. По завершенні ігрової кар'єри — тренер. Батько футболіста Марко Матерацці.
Володар Кубка Мітропи (як тренер).

## Ігрова кар'єра
Вихованець футбольної школи клубу «Ювентус».
У дорослому футболі дебютував 1967 року виступами за команду клубу «Темпіо», в якій провів один сезон, взявши участь у 34 матчах чемпіонату.
Своєю грою за цю команду привернув увагу представників тренерського штабу клубу «Лечче», до складу якого приєднався 1968 року. Відіграв за клуб з Лечче наступні сім сезонів своєї ігрової кар'єри. Більшість часу, проведеного у складі «Лечче», був основним гравцем команди.
1975 року уклав контракт з клубом «Реджина», у складі якого провів наступний рік своєї кар'єри гравця. Граючи у складі «Реджини» також здебільшого виходив на поле в основному складі команди.
З 1976 року два сезони захищав кольори команди клубу «Барі». Тренерським штабом нового клубу також розглядався як гравець «основи».
Завершив професійну ігрову кар'єру у клубі «Черретезе», за команду якого виступав протягом 1978—1979 років.

## Кар'єра тренера
Розпочав тренерську кар'єру відразу ж по завершенні кар'єри гравця, 1979 року, очоливши тренерський штаб клубу «Черретезе». 1988 року став головним тренером команди «Лаціо», тренував «біло-блакитних» два роки.
Згодом протягом 1993—1995 років очолював тренерський штаб команди-дублерів клубу «Барі». 1996 року прийняв пропозицію попрацювати у клубі «Падова». Залишив клуб з Падуї 1997 року.
Протягом 1997 року був головним тренером команди «Брешія». 1998 року був запрошений керівництвом клубу «П'яченца» очолити його команду, з якою пропрацював до 1999 року.
1999 року очолював тренерський штаб команди «Спортінг». 1999 року став головним тренером команди «Венеція», тренував венеціанський клуб один рік.
Згодом протягом 2001 року очолював тренерський штаб клубу «Кальярі». 2007 року прийняв пропозицію попрацювати у клубі «Барі». Залишив команду з Барі 2008 року.
Протягом 2012 року був головним тренером команди «Тревізо». 2013 року був запрошений керівництвом клубу «Фоджа» очолити його команду, з якою пропрацював до 2015 року.
Протягом тренерської кар'єри також очолював команди клубів «Ріміні», «Беневенто», «Казертана», «Піза», «Рьюніте Мессіна», «Кротоне», «Тяньцзінь Теда», «Олімпіакос» (В), «Брашов», «Ареццо», «Ольбія» та «Робур Сьєна», а також входив до тренерського штабу клубу «Барі».
Останнім місцем тренерської роботи була жіноча команда клубу «Лаціо», де Матерацці був тренером протягом 2016 року.

## Досягнення

### Як тренера
- Володар Кубка Мітропи:

«Піза»: 1987–1988

### Особисті
- Спеціальний приз Золотої лави:

1998